# Aire urbaine de Lannion
L'aire urbaine de Lannion est une aire urbaine française constituée autour de l'unité urbaine de Lannion, dans les Côtes-d'Armor. Formée de 26 communes, elle comptait 64 216 habitants en 2013.

## Composition
| Nom                   | Code Insee | Statut | Superficie (km2) | Population (dernière pop. légale) | Densité (hab./km2) |
| --------------------- | ---------- | ------ | ---------------- | --------------------------------- | ------------------ |
| Lannion (siège)       | 22113      |        | 43,91            | 20 525 (2022)                     | 467                |
| Camlez                | 22028      |        | 11,66            | 832 (2022)                        | 71                 |
| Caouënnec-Lanvézéac   | 22030      |        | 7,07             | 904 (2022)                        | 128                |
| Coatréven             | 22042      |        | 9,13             | 493 (2022)                        | 54                 |
| Kermaria-Sulard       | 22090      |        | 9,02             | 1 106 (2022)                      | 123                |
| Lanmérin              | 22110      |        | 4,15             | 573 (2022)                        | 138                |
| Louannec              | 22134      |        | 13,91            | 3 053 (2022)                      | 219                |
| Penvénan              | 22166      |        | 19,84            | 2 548 (2022)                      | 128                |
| Perros-Guirec         | 22168      |        | 14,16            | 7 260 (2022)                      | 513                |
| Pleumeur-Bodou        | 22198      |        | 26,71            | 3 828 (2022)                      | 143                |
| Ploubezre             | 22211      |        | 31,14            | 3 741 (2022)                      | 120                |
| Ploulec'h             | 22224      |        | 10,15            | 1 591 (2022)                      | 157                |
| Ploumilliau           | 22226      |        | 34,69            | 2 460 (2022)                      | 71                 |
| Plouzélambre          | 22235      |        | 7,84             | 202 (2022)                        | 26                 |
| Rospez                | 22265      |        | 13,24            | 1 790 (2022)                      | 135                |
| Quemperven            | 22257      |        | 7,69             | 416 (2022)                        | 54                 |
| Saint-Michel-en-Grève | 22319      |        | 4,69             | 447 (2022)                        | 95                 |
| Saint-Quay-Perros     | 22324      |        | 4,72             | 1 289 (2022)                      | 273                |
| Tonquédec             | 22340      |        | 18,01            | 1 201 (2022)                      | 67                 |
| Trébeurden            | 22343      |        | 13,4             | 3 821 (2022)                      | 285                |
| Trédrez-Locquémeau    | 22349      |        | 10,65            | 1 468 (2022)                      | 138                |
| Tréduder              | 22350      |        | 4,8              | 201 (2022)                        | 42                 |
| Trégastel             | 22353      |        | 7                | 2 532 (2022)                      | 362                |
| Trélévern             | 22363      |        | 6,94             | 1 240 (2022)                      | 179                |
| Trévou-Tréguignec     | 22379      |        | 6,52             | 1 581 (2022)                      | 242                |
| Trézény               | 22381      |        | 3,25             | 355 (2022)                        | 109                |

### Évolution de la composition
- 1999 : 26 communes
- 2010 : 26 communes. Ajout de Quemperven, perte de Cavan (devient une commune multipolarisée).

## Caractéristiques en 1999
D'après la délimitation établie par l'INSEE, l'aire urbaine de Lannion est composée de 26 communes, toutes situées dans les Côtes-d'Armor. 
En 1999, ses 59 233 habitants faisaient d'elle la 122e des 354 aires urbaines françaises.
13 des communes de l'aire urbaine font partie de son pôle urbain, l'unité urbaine (couramment : agglomération) de Lannion.
Les 13 autres communes, dites monopolarisées, sont toutes des communes rurales.
L’aire urbaine de Lannion appartient à l’espace urbain de Lannion.
Le tableau suivant détaille la répartition de l'aire urbaine sur le département (les pourcentages s'entendent en proportion du département) :
| Département   | Communes | Communes (%) | Superficie (km²) | Superficie (%) | Population (1999) | Population (%) |
| ------------- | -------- | ------------ | ---------------- | -------------- | ----------------- | -------------- |
| Côtes-d'Armor | 26       | 7,0          | 353,30           | 5,1            | 59 233            | 10,9           |

En 2006, la population s’élevait à 63 426 habitants.